# Jorge Pistocchi
Jorge Pistocchi (Buenos Aires, 1940-ibídem, 28 de septiembre de 2015) fue un periodista, redactor, escultor e ilustrador argentino.

## Carrera
Se inició en la revista Pelo (1973), fue creador y director de las revistas Mordisco (1974), El Expreso Imaginario (1976-1979), Zaff!! (1980-1981) y Pan caliente (1982).
En la década de 1990 participó junto a los obreros de la fábrica textil AMAT, de la recuperación y puesta en marcha de la fábrica, situada en Lavallol.
En 2000 Pistocchi dirigió en la radio FM La Tribu, Expreso Imaginario como una emisión radial semanal.
En 2002 organizó junto con Horacio Fontova una Redacción Abierta en el Centro Cultural Ricardo Rojas, Bs. As., y en 2004 redobló la apuesta y presentó una muestra basada en el tema del Agua, junto a una edición de la revista dentro de un sobre ilustrado por Rocambole, junto a pósteres, tarjetas y un CD con todas las tapas del Expreso Imaginario, las mejores notas, animaciones y videos. Las Redacciones Abiertas se repitieron en La Plata, Centro Cultural Malvinas Argentinas y en Rosario, Parque España. La 5.ª Redacción Abierta se realizó en 2009 en el Aula Magna de la Facultad de Medicina.
Nota Diario La Nación 
El rock argentino no sería el mismo sin Jorge Pistocchi, el periodista, activista y soñador que falleció el domingo a la noche, a los 75 años. "Tuvo que ensangrentarse la luna para despedirlo. Gracias por lo que nos enseñaste, nos inspiraste, nos protestaste, nos guiaste a través de 40 años", escribió Pipo Lernoud ayer.
Convencido de que el arte era un camino hacia la liberación y que el rock era su vía rápida, a fines de los 60 destinó un dinero que había heredado para ayudar a Almendra a equiparse.

### Otras revistas
Pero fue en el mundo editorial donde más se destacó. Tras escribir algunas columnas en la revista Pelo, en 1974 logró sacar a la calle la primera de sus publicaciones, Mordisco. "Hoy emprendemos la marcha hacia una estación llamada imposible", escribió en el primer número. Dos años después, y ya en plena dictadura, creó su revista más emblemática, Expreso Imaginario, que se ocupó del rock, pero también del rock como cultura, con notas sobre poetas beatniks, ecología o las culturas nativas. A ella siguieron Pan Caliente y Zaff. A fines de los 90 fue una pieza clave en la recuperación de la fábrica textil Amat, otra de sus quijotescas aventuras. En los últimos años se dedicó a un programa de radio en La Boca, barrio en el que se instaló y desde el que, con su voz pequeña, siguió construyendo universos paralelos.(Fuente Diario la Nación)